# そよき
そよき（7月28日 - ）は、日本の漫画家。主に成年向け漫画を執筆。他には漫画の原作など手がけている。

## 来歴
2008年にエンジェル出版の成人向け漫画雑誌「ANGEL倶楽部」でデビュー。

## 単行本
成人向け
- 『エロキング』 2010年7月17日[2] エンジェル出版（エンジェルコミックス） ISBN 978-4-87306-352-2
- 『ぢゅぶぢゅぶないる』 2011年8月25日[3] 富士美出版（富士美コミックス） ISBN 978-4-79950-048-4

一般向け
- 『2×2ゲーム』 2011年6月[4] 日本文芸社（ニチブンコミックス） ISBN 978-4-53712-757-7

構成担当
- 魔剣師の魔剣による魔剣のためのハーレムライフ （原作：伏(龍)、キャラクター原案：POKImari、作画：小島紗、竹書房）[5]
- レムシータ・ブレイブス・オンライン （原作：右薙光介、キャラクター原案：湯気、作画：森名尚、TOブックス）[6]
- 黒エルフに飼われた俺のダンジョン生活 〜三食風呂と地獄つき〜 （原作：サイトウケンジ、漫画：レルシー、一二三書房）[7]

## 同人活動
- 同人サークル「ソヨキング」を主宰。